# Jimmy Duquennoy
Pour les articles homonymes, voir Duquennoy.
Jimmy Duquennoy, né le 9 juin 1995 à Tournai et mort le 5 octobre 2018 à Wez-Velvain, est un coureur cycliste belge.

## Biographie

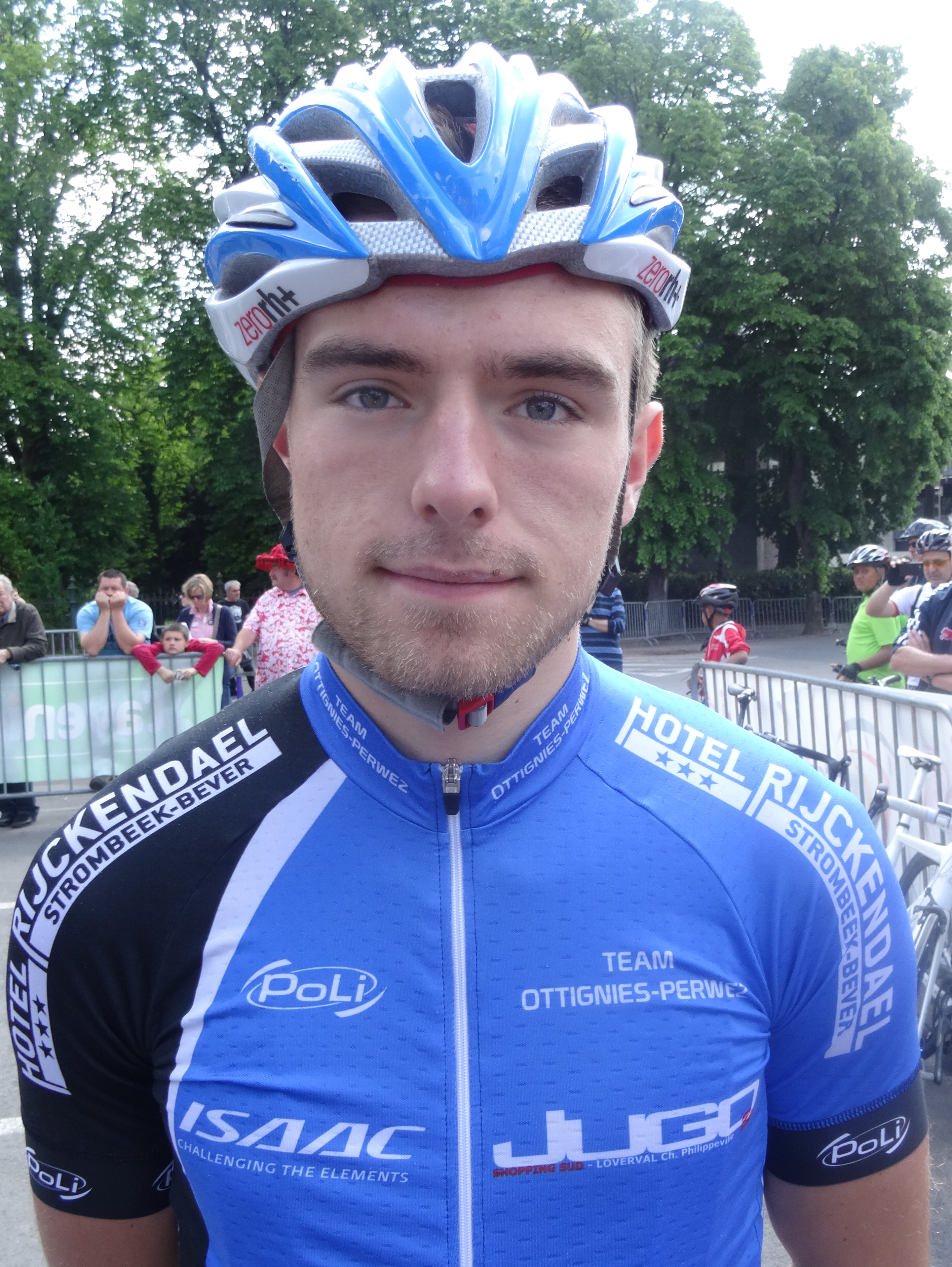
Jimmy Duquennoy lors du départ du Grand Prix Criquielion 2014 à Boussu.

Jimmy Duquennoy intègre en 2014, à 19 ans, l'équipe Ottignies-Perwez, pour sa première saison dans la catégorie espoirs. Au cours de cette saison, il termine troisième du championnat de la province de Hainaut du contre-la-montre dans la catégorie espoirs, et quatrième chez les élites. En août, il se classe 8e du championnat de Belgique sur route espoirs, remporté par Jef Van Meirhaeghe. Au cours de cette première saison espoirs, Duquennoy a également eu l'occasion de découvrir les courses de classe 2, obtenant son meilleur résultat lors du Grand Prix Criquielion, qu'il termine en 26e position.
Jimmy Duquennoy rejoint, pour la saison 2015, l'équipe continentale Color Code-Aquality Protect. Il se distingue tout au long de cette saison en prenant part à de nombreuses échappées et décroche cinq podiums sur des épreuves régionales belges, sans pour autant parvenir à s'imposer. Duquennoy parvient également à se mettre en évidence sur de nombreuses épreuves UCI tout au long de cette saison. En effet, il se classe notamment 7e de Paris-Roubaix espoirs, remporté par le Suisse Lukas Spengler, disputé avec des conditions météorologiques exécrables. Plus tard dans la saison, Duquennoy prend la 7e place du À travers les Ardennes flamandes, épreuve remportée par Stijn Steels. Au cours de cette saison 2015, Duquennoy a également terminé par deux fois aux portes du « top 10 », en se classant 11e du championnat de Belgique sur route espoirs, puis 11e également lors de la Flèche de Gooik. 

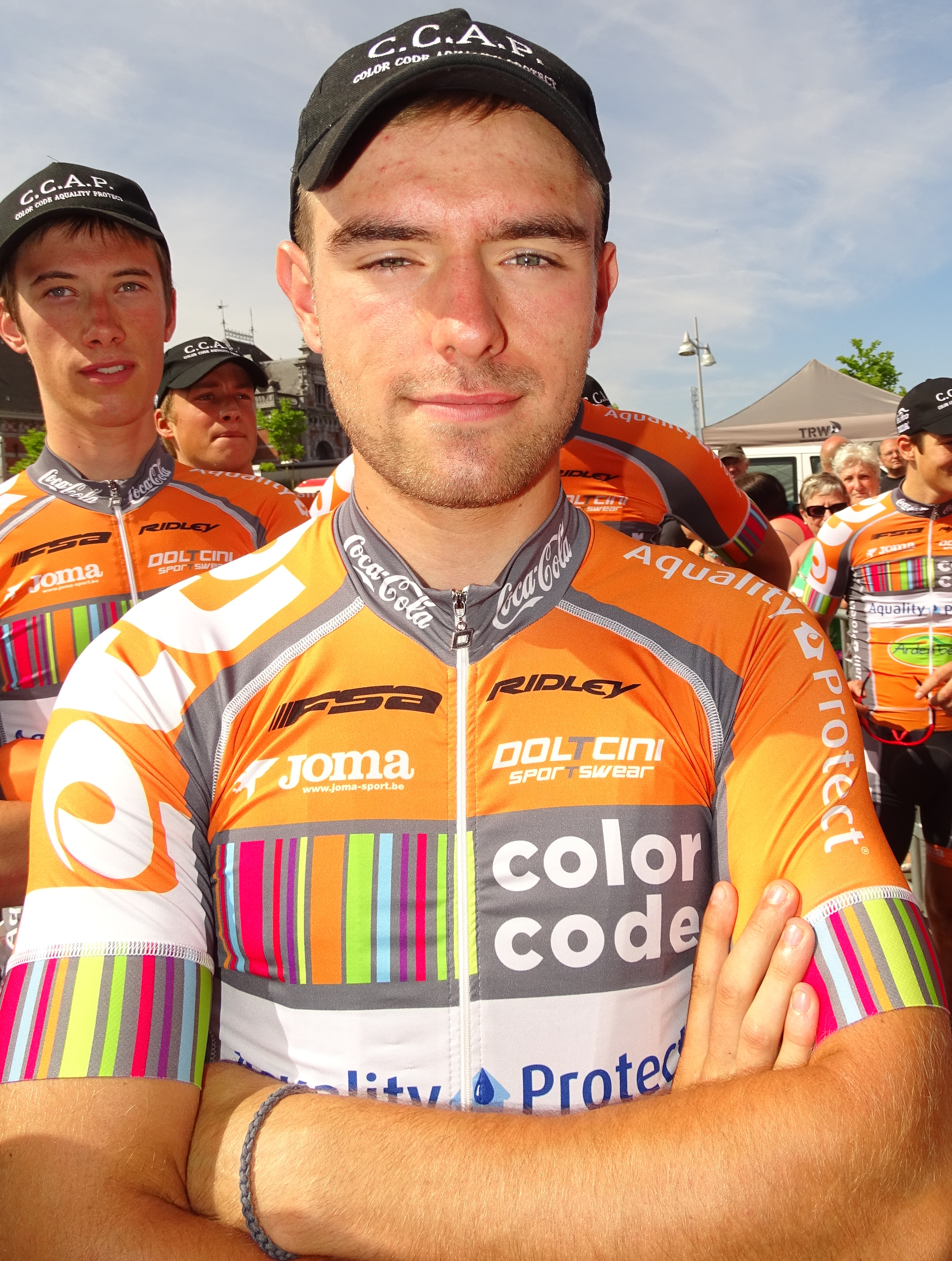
Jimmy Duquennoy au départ du Grand Prix Pino Cerami 2015.

Jimmy Duquennoy est recruté pour la saison 2016 par la formation Wallonie Bruxelles-Group Protect, et passe ainsi professionnel. Il commence sa saison lors de l'Étoile de Bessèges et se met en avant dès la première étape en prenant l'échappée du jour. Au cours de cette saison, Duquennoy se distingue notamment lors du Mémorial Philippe Van Coningsloo, dont il prend la 9e place, avant de décrocher, quelques semaines plus tard, son premier « top 10 » sur une épreuve de classe 1, en prenant la dixième place de l'Arnhem Veenendaal Classic, aux Pays-Bas, au terme d'une épreuve remportée au sprint pas Dylan Groenewegen. Moins d'un mois plus tard, il termine huitième du Grand Prix Marcel Kint. En cette fin de saison, Duquennoy enchaîne les échappées. On le retrouve notamment à l'avant sur le Grand Prix Marcel Kint, sur le Championnat des Flandres ou encore sur le Flèche Gooik dans le but de préparer son objectif de fin de saison : Paris-Tours espoirs. Duquennoy rate son objectif et se classe finalement 80e de cette course, à 27 secondes du vainqueur, Arvid de Kleijn.
Sa formation, Wallonie Bruxelles-Group Protect, obtient une licence continentale professionnelle pour la saison 2017,. L'effectif complet de la formation pour la saison 2017, dans laquelle figurera Jimmy Duquennoy, est rendu public le 8 décembre 2016.
Au mois de mars 2018, il termine dixième de la course À travers la Flandre-Occidentale-Johan Museeuw Classique remportée par le Français Rémi Cavagna. AU cours de cette saison, on le retrouve également dans l'échappée de début de course sur les classiques World Tour Gand-Wevelgem mais aussi sur Paris-Roubaix.
Le 5 octobre 2018 au soir, il décède d’une crise cardiaque dans son fauteuil, chez lui, à côté de sa compagne, à l'âge de 23 ans. Aucune anomalie cardiaque n'avait été décelée lors des tests d’avant-saison chez le jeune coureur selon son directeur sportif Frédéric Amorison.

## Palmarès
- 2010
  - 2e du championnat du Hainaut sur route débutants
- 2011
  - Ronde de Dottignies
- 2013
  - 2e du championnat du Hainaut sur route juniors
- 2014
  - 3e du championnat du Hainaut du contre-la-montre espoirs

## Classements mondiaux
| Année           | 2015 | 2016 | 2017 | 2018   |
| --------------- | ---- | ---- | ---- | ------ |
| UCI Europe Tour | 752e | 892e | 939e | 1 068e |